# Nasza młodsza siostra
Nasza młodsza siostra (jap. 海街ｄｉａｒｙ Umimachi diary) – japoński dramat z 2015 roku w reżyserii Hirokazu Koreedy oparty na mandze Akimi Yoshidy Umimachi Diary z 2007 roku. Zdjęcia kręcono w Kamakurze oraz w Fujikawa w prefekturze Shizuoka.

## Fabuła
Trzy siostry: najstarsza i najbardziej odpowiedzialna Sachi, która jest pielęgniarką, imprezowiczka Yoshino, pracownica banku oraz najmłodsza Chika, która pracuje w sklepie sportowym mieszkają w nadmorskim mieście Kamakura niedaleko Tokio. Kiedy dowiadują się o śmierci niewidzianego od 15 lat ojca, jadą na prowincję na jego pogrzeb, gdzie dowiadują się, że mają przyrodnią siostrę, nastoletnią Suzu. Postanawiają zaprosić ją do siebie i sprawić, by stała się częścią rodziny.

## Obsada
Na podstawie:
- Haruka Ayase jako Sachi Kōda
- Masami Nagasawa jako Yoshino Kōda
- Kaho jako Chika Kōda
- Suzu Hirose jako Suzu Asano
- Ryō Kase jako Sakashita

## Nagrody
Film został nominowany do Złotej Palmy na 68. festiwalu w Cannes. Zdobył także nagrodę publiczności na festiwalu w San Sebastián, a także nagrodę Japońskiej Akademii Filmowej dla najlepszego filmu, najlepszego reżysera, najlepszych zdjęć i najlepszego oświetlenia. Był również nominowany w kategoriach: najlepszy scenariusz, najlepsza aktorka pierwszoplanowa (Haruka Ayase), najlepsza aktorka drugoplanowa (Kaho i Masami Nagasawa), najlepsza muzyka, najlepsza scenografia, najlepszy dźwięk, najlepszy montaż oraz najlepszy debiutant (Suzu Hirose).